# Veliko Orašje
Veliko Orašje (srbsky Велико Орашје) je vesnice v centrální části Srbska, administrativně spadající pod opštinu Velika Plana. Leží nedaleko břehu řeky Jasenici a jejího soutoku s Velkou Moravou.
Z národnostního hlediska je obyvatelstvo v drtivé většině srbské národnosti (přes 98 %). Vzhledem k odlehlosti od větších měst zde nicméně prudce klesal v posledních desetiletích počet obyvatel (roku 2022 zde žilo 1741 osob). Ještě v roce 1961 zde žilo podle sčítání lidu přes tři tisíce pět set obyvatel.
Vesnice má vynikající dopravní spojení se zbytkem Srbska díky dálnici A1 a železniční trati z Bělehradu do Niše. V samotném Velkém Orašji se nachází také železniční stanice. Vesnice má vlastní poštu a kostel, který je pravoslavný a zasvěcený sv. Petce.
Okolí vesnice kromě polí tvoří také lužní lesy.